# 流星ラム
流星 ラム（ながせ らむ、1978年3月1日 - ）は、日本の元AV女優・元ストリッパー。
東京都出身。血液型:A型。スリーサイズ:B92（G-65）・W56・H86。
AVデビュー当初とストリッパー（大阪東洋ショー所属）としては「安藤綾（あんどう あや）」の名前で活動した。
2008年の時点で、流星ラムの芸名で活動しているAV女優がいるが、この項目の流星ラムと同姓同名の全くの別人である。
- ＜参考作品＞集団スカトロ学園 大量脱糞浣腸大乱交（2008年9月25日、OPERA）

## 略歴
1997年に「安藤綾」としてAVデビュー。同時期にストリッパーとしてもデビュー。
流星ラムとして活動するまえに一時休業をしていた。
翌1998年よりAV女優の活動は「流星ラム」の名前で行う。
スーパージョッキーの熱湯コマーシャルに出演した際、乳首が出たことがある。
自身のサイト（引退後に閉鎖）にて、2001年5月10日を以って引退すること表明。
　

## 出演作品

### アダルトビデオ

#### 安藤綾 名義
1997年
- 白乳愛奴（5月27日、サム）
- 早熟乳娘（6月27日、マックス・エー）
- 白乳折檻（7月18日、サム）
- ミニスカ・パトレディ（8月25日、ミス・クリスティーヌ）
  - 超ミニスカ・パトレディ（1998年5月5日、h.m.p）※「ミニスカ・パトレディ」を再編集したもの
- 美少女エロス写真館23 イヤン、はみでちゃう（9月20日、英知出版）＊イメージビデオ
- 巨乳市場 ときめきミルクタンク（11月30日、サム）＊オムニバス作品
- 新乳娘七色変化 2 超美乳娘淫乱アニマル（12月26日、ビッグモーカル）

#### 流星ラム 名義
1998年
- 発情（3月30日、TANK）
- おねだり猫（4月30日、VINL）
- チンチラ（5月26日、TANK）
- ドキュメント ラムストーリー（8月25日、アイビック）
- 巨乳お姉さんの生下着（9月1日、笠倉出版社）
- 巨乳女教師 痴漢電車 5（9月10日、笠倉出版社）
- 美乳娘 超ハードコレクション 2 メイファ・寿綾乃・流星ラム 他 全5名（10月22日、ビッグモーカル）
- 乳TANKの天使たち 5 全8名（11月16日、TANK）＊オムニバス作品
- スーパー女教師AV大全 PART2 全20名（11月26日、笠倉出版社）全20名
- ナーススペシャル 秘め恥め 4 全8名（12月7日、笠倉出版社）＊オムニバス作品

1999年
- 巨乳美人妻 愛の官能劇場 1 全15名（1月2日、笠倉出版社）＊オムニバス作品
- ラムマニア（2月17日、VINL）
- 若奥様おしゃぶり中毒20連発 全20名（7月7日、笠倉出版社）＊オムニバス作品
- 超巨乳痴漢電車 ワイド90分 2（8月26日、笠倉出版社）多数出演＊オムニバス作品
- プライベート・ソープ（9月25日、DYK）
- AV巨乳コレクション 2 全25名（10月1日、笠倉出版社）＊オムニバス作品
- Ring's（11月25日、ドゥユゥノウ）
- コスチューム・アイドル 2（12月1日、MOODYZ）
- 完全保存版 KUKI人気女優BEST VOL.8 流星ラム 鈴木麻奈美（12月10日、KUKI）＊オムニバス作品

2000年
- 流星ラム 巨根搾り（2月1日、コトック）
- プライベートソープ ディレクターズ・カット Vol.1 全5名（3月25日、ドゥユゥノウ）＊オムニバス作品
- ドリームシャワー No.19（4月7日、ワープエンタテインメント）
- 完熟美女濃縮20連発 DXランジェリーコレクション 2 多数出演（5月24日、笠倉出版社）＊オムニバス作品
- 「痴」女優 12（6月1日、ワープエンタテインメント）
- IMAGINATION 08（6月15日、ひりゅうビジュアルネットワーク）
- 女教師Selection 全50名（6月16日、メディアバンク）＊オムニバス作品
- プレミアム大全集 美乳アイドル編 松坂季実子 安藤有里 有賀美穂 卑弥呼 流星ラム ほか 多数出演（6月16日、メディアバンク）
- Angel（8月1日、アイデアポケット）
- Happy Date（8月1日、ワンズファクトリー）
- KUKI 20th ANNIVERSARY 2 多数出演（8月11日、KUKI）＊オムニバス作品
- 淫らで卑猥な果実たち Ver.7.0 鈴木亜莉沙・真木いづみ・十条みゆき・流星ラム ほか 全7名（8月11日、芳友舎J）
- CABARET＆CLUB キャバクラ嬢 夢野まりあ・三浦あいか・岡崎美女・流星ラム・横倉里奈 他 全8名（9月1日、ムーディーズ）
- Race Queen レースクィーン 桜沢奈々子・三咲まお・倉持茜・流星ラム・田嶋ゆう 他 全9名（9月1日、ムーディーズ MDC-002）全9名
- OFFICE LADY 全8名（9月1日、ムーディーズ）＊オムニバス作品
- WAITRESS ウェイトレス 流星ラム・香取さやか・麻宮淳子・秋本優奈・森川涼・吉井美希 他 全10名 （9月1日、ムーディーズ）＊オムニバス作品
- 手コキコキコキ 3（10月25日、SODクリエイト）…オムニバス作品　他出演：風間恭子、木村真奈、浅野るり、工藤楓、樹本あやね
- 巨乳20年史 1（11月2日、デジタルドリームデベロップメント）＊オムニバス作品 全50名
- 巨乳娘ベストコレクション 全12名（12月22日、マックス・エー）＊オムニバス作品 ※「安藤綾」名義

2001年
- 高級キャバクラ嬢の淫靡な香り（2月9日、ジーオーティー KDD-1）全8名
- KUKI BEST COLLECTIONS Vol.3 全5名（2月23日、KUKI）＊オムニバス作品
- 女流カメラマンレイプ 欲望の被射体 流星ラム（3月1日、アタッカーズ）
- AV20年史 4 全50名（3月23日、デジタルドリームデベロップメント）＊オムニバス作品
- 美人ナースに大変身 全7名（4月5日、ジーオーティー）＊オムニバス作品
- ディープなコスハメ（4月17日、アイルビークリエイト）
- うーっぷす! 4（5月15日、ディープス）
- ひとりよがりなオナニー嬢 多数出演（5月24日、ジーオーティー）＊オムニバス作品
- 菅原ちえ監督の手コキコキコキ作品集（7月7日、ソフトオンデマンド）＊オムニバス作品 ※「手コキコキ」の1.2.3をまとめたもの
- 流星ラムのarn arn DX4（7月25日、アイルビー・クリエイト）
- 恥まみれ vol.15 流星ラム（8月1日、ワンズファクトリー）
- ディープなコスハメ 2 流星ラム・雨宮早苗（9月21日、アイルビー・クリエイト）
- ハッピーデート（9月22日、ワンズファクトリー）
- 流星ラムの音 Fuckin'on（9月、ソフトオンデマンド SENZ-012）
- NURSE COLLECTION 全7名（10月1日、ムーディーズ）＊オムニバス作品
- 手コキ ベストセレクション 麻宮淳子・流星ラム・ほか 多数出演（10月4日、ソフトオンデマンド SFD-008）
- 音 Fuckin'on ベストセレクション 全6名（10月4日、ソフトオンデマンド SFD-010）＊オムニバス作品
- 高級キャバクラ嬢の淫靡な香り 全8名（10月11日、ジーオーティー）＊オムニバス作品
- フェアエスト Remix 2 全17名（10月19日、フェアエスト）
- Milky School ミルキースクール 流星ラム・神田涼子・砂田りりあ・三咲まお・伊集院沙羅 他 全9名（11月1日、ムーディーズ）
- コスプレ人形シリーズvol.2 流星ラム・牧瀬奈美（11月8日、ディープス DVDPS-26）DVD
- 色情OL 上司との関係 流星ラム・山咲あかり・藤谷しおり・ほか 全9名（12月6日、ジーオーティ）

2002年
- ブルマー20年史（1月17日、笠倉出版社）多数出演＊オムニバス作品
- Vib-Shock ～虜になった女達～ 	流星ラム・三田友穂・木下まこ・愛田るか・ほか 全8名（2月14日、ジーオーティー KDD-020）全8名
- とびきりHな胸きゅん学園 全8名（2月21日、ジーオーティー）＊オムニバス作品
- TANKアーカイブ 2nd 多数出演（2月28日、TANK）＊オムニバス作品
- 厳選ハメ撮り Best7 全7名（3月5日、アイルビー・クリエイト）＊オムニバス作品
- 巨乳ベストセレクション VOL.2 多数出演（3月9日、ソフトオンデマンド）＊オムニバス作品
- ハッピーデート DX 全5名（3月26日、ワンズファクトリー）＊オムニバス作品
- 音シリーズ第4巻 流星ラム・岡崎美女（4月9日、ソフトオンデマンド）＊「流星ラムの音 Fuckin'on」と「岡崎美女の音 Fuckin'on」のカップリング版
- スクールガールコレクション 全17名（4月17日、ワンズファクトリー）＊オムニバス作品
- THE BEST OF WANZ 1 多数出演（6月1日、ワンズファクトリー）＊オムニバス作品
- こすちゅーむ☆えっち 全7名（6月13日、ジーオーティー DDD-033）＊オムニバス作品 全7名
- コスプレ人形スペシャル 全5名（6月21日、ディープス DVDPS-121）DVD＊オムニバス作品
- Star Doubles 1 麻宮淳子・流星ラム（7月17日、ワープエンタテインメント）
- 女教師全裸巨乳番付 多数出演（8月6日、笠倉出版社）＊オムニバス作品
- THE BEST 放課後ノ女教師 Special 多数出演（8月21日、ワープエンタテインメント）＊オムニバス作品
- ドリシャ伝説 全26名（9月6日、ワープエンタテインメント）＊オムニバス作品
- ユーザーズチョイス！！1 全11名（9月19日、ワープエンタテインメント）
- ザ・ベスト・オブ・エンジェル・ガール 夕樹舞子・流星ラム（10月8日、アイデアポケット）
- ウルトラ大巨乳 50コの乳首 vol.1 全25名（10月25日、ディースリー）＊オムニバス作品
- おもいっきり痴女 4 流星ラム・前野さちこ・平井千里・美咲モモ香 全4名（11月15日、アサップ）

2003年
- ゴージャスオナニー Deluxe 全40名（1月24日、Five Star）＊オムニバス作品
- 女教師＆ブルマー20年史 Deluxe 全21名（2月14日、Five Star）＊オムニバス作品
- ザーメン大好き白衣の天使 看護婦の本能 全12名（3月6日、ディープス）＊オムニバス作品
- Angel Premium Vol.3 多数出演（3月8日、アイデアポケット）＊オムニバス作品
- Angel HYPER 女子校生編 全6名（4月8日、アイデアポケット）＊オムニバス作品
- ザ★ベスト ロリっ娘いじり 全12名（5月21日、ワープエンタテインメント）＊オムニバス作品
- SEX5っ娘｡  5人のSEXのカタチ 全5名（6月1日、バニーズバニー）＊オムニバス作品
- FACEお姉さまセレクション 3 くらもとまい・岡崎美女・流星ラム 全3名（6月5日、アウダースジャパン）
- 露出天国 究極の野外羞恥 全10名（7月1日、ゾーンワークス）＊オムニバス作品
- ナース20年史 Deluxe 1 全30名（7月18日、FIVE STAR）＊オムニバス作品

2004年以降
- 潮吹きオナニー Deluxe 1 全16名（2004年1月30日、FIVE STAR）＊オムニバス作品
- 激淫ナース 太くて固い注射が好き 全8名（2004年6月11日、ディースリー DDD-201）＊オムニバス作品 全8名
- 死夜悪 珠玉の作品集 2 流星ラム 有賀美穂 川浜なつみ 全3名（2004年9月8日、アタッカーズ）＊オムニバス作品
- 流出!!有名女優 無修正 麻宮淳子 夕樹舞子 光月夜也 流星ラム 三咲まお（2004年9月22日、北都 IHWD-001）全5名
- 巨乳オナニー Deluxe 全15名（2005年2月11日、ディースリー）＊オムニバス作品
- 極猥・淫乱痴女4時間 全10名（2006年9月22日、オープンモール）＊オムニバス作品
- PLAYBACK 流星ラム（2006年10月27日、KUKI）＊「発情」「おねだり猫」「チンチラ」「ラムマニア」を収録
- DECADE 流星ラム（2007年1月19日、ピエロ）
- The Best of No.1 流星ラム Deluxe（2007年6月25日、デジタルドリームデベロップメント DAJ-83）
- 巨乳天国 混浴露天風呂 完全主観で行った気分になれる!シリーズ 多数出演（2008年1月17日、ロケット）
- 10年まるごと特別総集編 痴女優 4時間 多数出演（2008年8月30日、ワープエンタテインメント）＊オムニバス作品 ※10年分の総集編
- DECADE EX22 流星ラム・星崎ルナ（2010年4月30日、ピエロ）＊オムニバス作品
- ロリフェラ4時間コレクション 2 多数出演（2010年8月20日、グレイズ）＊オムニバス作品
- THE BEST OF No.1 流星ラム Deluxe（トールサイズ）（2014年2月20日、メディアバンク DAJ-T009）

発売日不明
- コスプレ人形 4（ディープス CD-004）VHS
- FACE 27 僕の知らない彼女の素顔（アウダースジャパン FA-027）VHS
- Imagination SPECIAL 2 流星ラム・三浦あいか・三里ゆりか・山咲あかり（GOLDEN MIMIZUKU CN-001）VHS
- La pure ピュア（アピアパーフェクション PR-03）VHS
- フェロモン痴女 5 流星ラム・山咲あかり（アピアパーフェクション FT-05）VHS
- フェロモン痴女 2 流星ラム・山咲あかり（デジタルアート FHK-050）DVD

### オリジナルビデオ
- 詐欺性霊 まかふしぎ（1999年2月26日、アイディーアール）監督:神家若妻 [2]
- 新・痴漢白書2（1999年8月13日、ピンクパイナップル）監督:久万真路[3]
- 裏風俗 無法地帯 女闘美ック・ファイト（1999年12月22日、TMC）演出:中野貴雄[4]
- 女闘美ック・ファイト 肉弾バトル・ロワイヤル（2001年4月23日、TMC）監督:中野貴雄[5]

## 書籍

### 写真集
- 流星ラム写真集 美少女SM vol.7（1998年10月20日、三和出版） - 撮影:杉浦則夫 ISBN 9784883566648
- 恋縛 4（2000年5月20日、三和出版） - 撮影:杉浦則夫 ISBN 9784883567768
- COSTUME PLAY ビデオ独立系コスプレ写真集 三原夕香 沢田舞香 小室友里 流星ラム ほか（2002年9月10日、三和出版）
- 黄金期 三浦あいか 音咲絢 広末奈緒 聖さやか 流星ラム ほか（2005年1月10日、マイウェイ出版） ISBN 9784861350917

### 雑誌
- Bejean 1997年4月号、10月号、12月号、1998年1月号（英知出版）
- URECCO 1997年7月号、11月号（ミリオン出版）
- 桃クリーム 1997年9月号（ミリオン出版）
- VIRGIN NUDE 3（1998年1月20日、英知出版）
- GOKUH 1998年6月号（英知出版）
- 放課後クラブ 1998年7月号（ダイアプレス）
- おとこの遊艶地 1999年2月号（リイド社）
- チョベリグ!!写真集（1999年7月31日、東京三世社）
- インディーズ・ネット 2000年10月号（新英社）
- インディーズビデオ 徹底攻略 VOL.8（2000年10月15日、司書房）